# Wólka Nowodworska
Wólka Nowodworska – wieś w Polsce położona w województwie lubelskim, w powiecie puławskim, w gminie Kurów.
W latach 1975–1998 miejscowość administracyjnie należała do ówczesnego województwa lubelskiego.
W obrębie miejscowości znajduje się także Kolonia Nowy Dwór.
Wieś stanowi sołectwo gminy Kurów. Według Narodowego Spisu Powszechnego z roku 2011 wieś liczyła 117 mieszkańców.
Wierni Kościoła rzymskokatolickiego należą do parafii Narodzenia Najświętszej Maryi Panny i św. Michała Archanioła w Kurowie.

## Historia
Nowodworska Wólka w wieku XIX wieś w powiecie nowoaleksandryjskim (puławskim), w ówczesnej gminie Kurów, parafii Końskowola. Folwark stanowił wówczas majorat. W 1827 roku wieś w parafii Włostowice pisana jako Wola Nowodworska, liczyła 6 domów i 62 mieszkańców.